# 渡辺和彦
渡辺 和彦（わたなべ かずひこ、1954年9月 - ）は、日本の音楽評論家。

## 人物・来歴
北海道生まれ。1977年立教大学文学部独文学科卒。音楽雑誌記者を経て、1982年から1989年までFM東京「夜明けのプレリュード」、「野田秀樹のスイッチ・オン・クラシック」他の企画構成、1986年から2003年までNHK-FM「朝の音楽散歩」「ミュージック・ダイヤリー」「あさのバロック」の企画構成を手がけた。その他、新聞・雑誌にクラシック音楽時評を執筆している。

## 著書
- 『クラシック辛口ノート ひらかれたリスナーのために』（洋泉社 1993年）
- 『ヴァイオリン/チェロの名曲名演奏 弦楽器の魅力をたっぷりと』（音楽之友社 1994年）
- 『クラシック・フィールドノート』（洋泉社 1996年）
- 『名曲の歩き方 クラシック音楽を読み解く50の道しるべ』（音楽之友社 1998年）
- 『ヴァイオリニスト33 名演奏家を聴く』（河出書房新社 2002年）
- 『クラシック極上ノート』（河出書房新社 2003年）
- 『私の好きな演奏家 クラシックCD聴き比べ』（河出書房新社 2004年）
- 『ラテン・クラシックの情熱 スペイン・中南米・ギター・リュート』 (アルス選書)水曜社、2013.5

### 監修
- 『200CD ベートーヴェン』（大崎滋生共監修 学習研究社 2005年）
- 『クラシック作曲家事典 検索キーワード付』（学習研究社 2007年）

## 参考サイト
- http://bookweb.kinokuniya.co.jp/htm/4309267572.html